# Jan Sterling

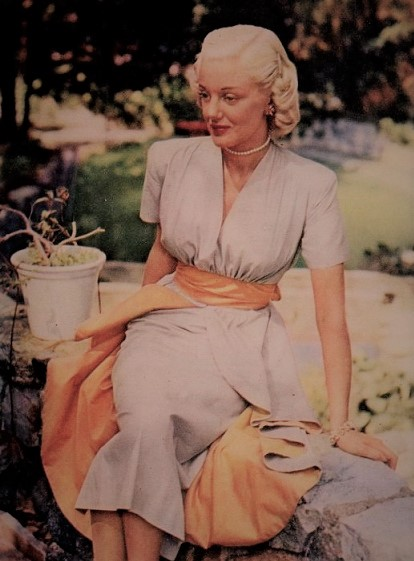
Jan Sterling (1952)

Jan Sterling (* 3. April 1921 in New York City als Jane Sterling Adriance; † 26. März 2004 in Woodland Hills, Kalifornien) war eine US-amerikanische Theater- und Filmschauspielerin.

## Biografie
Jan Sterling war bereits einige Jahre als Schauspielerin am Theater sowie im Film tätig, als ihr 1948 der Durchbruch gelang. Neben Jane Wyman, Lew Ayres und Agnes Moorehead spielte sie eine Nebenrolle in Schweigende Lippen, dem mehrfach oscarnominierten Werk von Jean Negulesco. Sterling konnte damit sowohl die Kritiker als auch das Publikum überzeugen. 1950 spielte sie erneut mit Agnes Moorehead sowie Eleanor Parker und Hope Emerson eine Insassin in einem Frauengefängnis in dem gleichnamigen Drama Frauengefängnis.
Im Verlaufe ihrer Filmkarriere gab Sterling besonders oft die harte und undurchschaubare Blondine, mitunter als Femme fatale im Film noir, aber oft auch mit verletzlichen Untertönen. 1951 wurde Sterling von Billy Wilder in einer derart gelagerten Rolle in seinem Film Reporter des Satans besetzt. Neben Kirk Douglas spielt sie in dem viel gelobten Drama die Ehefrau des verunglückten Leo Minosa, dessen Rettung von der Presse ausgeschlachtet wird. Auch Mrs. Minosa profitiert willentlich von dem Aufsehen um ihren Mann, muss jedoch wie alle Beteiligten mit ihren Schuldgefühlen fertigwerden, als dieser schließlich stirbt. Zusammen mit John Wayne spielte Jan Sterling 1954 in William A. Wellmans erfolgreichem Katastrophenfilm Es wird immer wieder Tag, in dem erstmals eine Flugzeugkatastrophe thematisiert wurde.
An der Seite von Joan Crawford war die Schauspielerin 1955 in Das Haus am Strand zu sehen. Der Film sollte Crawford aus ihrem Karrieretief holen, fand jedoch bei den Kritikern wenig Anklang. Das Publikum hingegen war von den Leistungen der Schauspieler überzeugt und machte den Film zum finanziellen Erfolg. 1956 spielte Jan Sterling neben Humphrey Bogart und Rod Steiger in Schmutziger Lorbeer. Der Film von Regisseur Mark Robson wurde bei den Internationalen Filmfestspielen in Cannes gezeigt und konkurrierte dort um die Goldene Palme. Ebenfalls 1956 stellte sie in der Verfilmung von George Orwells Roman 1984 die Schauspielerin die Julia dar, neben Edmond O’Brien als Winston Smith. Die Verfilmung von 1956 durch Michael Anderson wurde von den Kritikern jedoch überwiegend schlecht bewertet.
Danach ließ die Qualität ihrer Filmangebote allmählich nach und sie wirkte unter anderem in dem Highschool-Drama Mit Siebzehn am Abgrund von 1958 in der Rolle einer Lehrerin mit. Seit Anfang der 1960er Jahre trat sie nur noch gelegentlich in Filmen auf, stattdessen trat sie vorrangig als Gastdarstellerin in verschiedenen Fernsehserien auf. Ihr filmisches Schaffen umfasst rund 90 Film- und Fernsehproduktionen bis zum Jahr 1988.
Jan Sterling war zweimal verheiratet, beide Male mit Schauspielkollegen. Ihre erste Ehe mit John Merivale zwischen 1941 und 1947 wurde geschieden. 1950 heiratete sie Paul Douglas und war damit die fünfte Frau des Schauspielers. Aus der Ehe, die bis zu Douglas’ Tod im Jahr 1959 hielt, ging ein gemeinsamer Sohn hervor. Später war sie die langjährige Lebensgefährtin des Schauspielers und Theatermachers Sam Wanamaker. Im Alter von 83 Jahren starb Jan Sterling im 2004 im kalifornischen Woodland Hills nach einem Hüftbruch und mehreren Schlaganfällen. Ihr Sohn Adams Douglas war drei Monate zuvor an Herzversagen gestorben.

## Auszeichnungen
Für ihre Darstellung in Reporter des Satans wurde Jan Sterling 1951 vom National Board of Review mit deren Preis als Beste Hauptdarstellerin ausgezeichnet.
Die Schauspielerin erhielt 1955 für ihre Leistung in Es wird immer wieder Tag einen Golden Globe Award als Beste Nebendarstellerin und wurde in der gleichen Kategorie für einen Oscar nominiert. Hier konnte sie sich jedoch nicht gegen Eva Marie Saint durchsetzen, die die Trophäe für Die Faust im Nacken entgegennahm.
Bei der Adresse 6638 Hollywood Boulevard erinnert ein Stern auf dem Hollywood Walk of Fame an Jan Sterling für ihre Arbeit beim Film.

## Filmografie (Auswahl)
- 1947: Tycoon
- 1948: Schweigende Lippen (Johnny Belinda)
- 1950: Inspektor Goddard (Appointment with Danger)
- 1950: Frauengefängnis (Caged)
- 1950: Die Tote in den Dünen (Mystery Street)
- 1950: Kugeln, Gold und Feuerwasser (Gunfire)
- 1950: Menschen ohne Seele (Union Station)
- 1951: SOS – Zwei Schwiegermütter (The Mating Season)
- 1951: Rhubarb
- 1951: Reporter des Satans (Ace in the Hole)
- 1952: Sein großer Kampf (Flesh and Fury)
- 1953: Explosion in Nevada (Split Second)
- 1953: Pony-Express (Pony Express)
- 1953: Geknechtet (The Vanquished)
- 1954: Weißer Tod in Alaska (Alaska Seas)
- 1954: Es wird immer wieder Tag (The High and the Mighty)
- 1954: Immer jagte er Blondinen (The Human Jungle)
- 1955: Revolte im Frauenzuchthaus (Women’s Prison)
- 1955: Das Haus am Strand (Female on the Beach)
- 1955: Der Einzelgänger (Man with the Gun)
- 1956: 1984
- 1956: Schmutziger Lorbeer (The Harder They Fall)
- 1957: Drei Schritte vor der Hölle (Slaughter on Tenth Avenue)
- 1958: Mit Siebzehn am Abgrund (High School Confidential)
- 1958/1961: Alfred Hitchcock präsentiert (Alfred Hitchcock Presents, Fernsehserie, 2 Folgen)
- 1960: Die Unbestechlichen (The Untouchables, Fernsehserie, Folge 2x08)
- 1960: Bonanza (Fernsehserie, Folge 2x15 Verzweifelte Rache)
- 1961: Blond, süß und sehr naiv (Love in a Goldfish Bowl)
- 1961: Gnadenlose Stadt (Naked City, Fernsehserie, Folge 3x06)
- 1962: Alfred Hitchcock zeigt (The Alfred Hitchcock Hour, Fernsehserie, Folge 1x14)
- 1963/1965: Amos Burke (Burke’s Law, Fernsehserie, 2 Folgen)
- 1967: Incident ... und sie kannten kein Erbarmen (The Incident)
- 1968: Mannix (Fernsehserie, Folge 1x15 Aus dem Tagebuch eines Stars)
- 1969: The Minx
- 1971: Die Leute von der Shiloh Ranch (The Virginian, Fernsehserie, Folge 9x24)
- 1974: Kung Fu (Fernsehserie, Folge 3x04 Caine und das Tal des Schreckens)
- 1976: Unsere kleine Farm (Little House on the Prairie, Fernsehserie, Folge 3x06)
- 1979: Weißes Haus, Hintereingang (Backstairs at the White House, Miniserie)
- 1980: Herzbube mit zwei Damen (Three’s Company, Fernsehserie, Folge 5x02)
- 1981: Der unglaubliche Hulk (The Incredible Hulk, Fernsehserie, Folge 4x15)
- 1981: Ein Montag im Oktober (First Monday in October)
- 1982: Dangerous Company (Fernsehfilm)
- 1985: Trio mit vier Fäusten (Riptide, Fernsehserie, Folge 2x20)
- 1988: Baby Boom (Fernsehserie, Folge 1x07)